# Pink (Four Tet)
Pink è il sesto album in studio del musicista britannico Four Tet, pubblicato nel 2012.

## Tracce
1. Locked – 8:30
2. Lion – 9:01
3. Jupiters – 5:48
4. Ocoras – 5:24
5. 128 Harps – 4:52
6. Pyramid – 8:27
7. Peace for Earth – 11:23
8. Pinnacles – 8:21